# Генріх XIV (герцог Баварії)
Генріх XIV Старший (*Heinrich XIV, 29 вересня 1305 — 1 вересня 1339) — герцог Нижньої Баварії у 1310—1339 роках. Деякі дослідники позначають його номером «II», рахуючи герцогів з початку правління роду Віттельсбахів у Баварії.

## Життєпис
Походив з династії Віттельсбахів. Син Стефана I, герцога Нижньої Баварії, і Ютти Свидницької. Народився у 1305 році у Лансгуті. Після смерті в 1310 році батька Генріх XIV став спільно з молодшим братом Оттоном IV правителем герцогства. За опікунство над малими герцогами почали боротьбу родич Людвіг IV, герцог Верхньої Баварії, і Фрідріх Габсбург, герцог Австрії. 9 листопада 1313 року Людвіг IV розбив австрійські війська в битві при Гамельсдорфі, і Фрідріх австрійський був змушений відмовитися від претензій на Нижню Баварію.
Надалі Генріх XIV опинився під опікою герцога Верхньої Баварії. Людвіг IV використовував ресурси Нижньої Баварії у боротьбі з Фрідріхом Габсбургом за імператорську корону. Втім, навіть подорослішавши, герцог Верхньої Баварії залишився союзником імператора Людвіга IV.
Втім більше уваги Генріх XIV приділяв стосункам з братом Оттоном IV та стриєчним (двоюрідним) братом Генріхом XV. Стосунки з ними поступово загострилися через невирішеність питання розподілу Нижньої Баварії, оскільки брати Генріха XIV відмовлялися від спільного керування Нижньою Баварією. У 1322 році справа дійшла до війни, в якій жодна зі сторін не мала суттєвої переваги.
1322 року в Празі відбулися заручини з Маргаритою, донькою Яна I, короля Богемії. 1328 року в місті Штраубін оженився на доньці короля Богемії. Зрештою у 1331 році відбувся розподіл, за яким з герцогства було виділено Бурггаузен та Деггендорф. Але вже у 1332 році брати-герцоги вирішили повернутися до спільного панування.
У 1333 році після смерті стриєчного брата Генріха XV приєднав герцогство Баварія-Деггендорф. Незабаром оголосив свого старшого сина співволодарем. Того ж року Генріх XIV стає кандидатом на корону Німеччини, коли імператор розглядав можливість свого тимчасового зречення під час тривалого конфлікту з папським престолом.
Проте через розподіл Нижньої Баварії та підтримку короля Богемії погіршилися відносини з імператором Людвігом IV. У 1336—1337 роках супроводжував свого тестя — богемського короля — у поході до Пруссії. Лише у 1339 році було досягнуто примирення з імператором Людвігом IV, яке було закріплено весіллям між сином Генріха XIV — Іоганном, і донькою Людвіга IV — Ганною. натомість герцог Нижньої Баварії отримав область Бурггаузен.
У лютому 1339 роки Генріх XIV помер у м. Лансгут від прокази. Йому спадкував син Іоганн I.

## Родина
Дружина — Маргарита, дочка короля Богемії Яна Сліпого
Діти:
- Іоганн I (1329—1340), герцог Нижньої Баварії у 1333—1340 роках
- Генріх (1330)

Бастард:
- Еберхард